# بافت پوششی
بافت پوششی یا اپیتلیوم (به انگلیسی: Epithelium) بافتی است که از سلول‌های چندضلعی اجتماع یافته‌ای تشکیل شده‌است که پوشش سلولی سطوح خارجی و داخلی بدن از جمله پوست، دیوارهٔ رگ‌ها و حفره‌های کوچک را می‌پوشاند. بسیاری از غدد نیز از بافت پوششی تشکیل شده‌اند. این بافت در بالای بافت همبند قرار گرفته‌است و این دولایه توسط غشای پایه از هم جدا می‌شوند.
در زبان یونانی، اپی، به معنای روی یا بالای و تلی به معنای بافت است. بافت‌های پوششی دارای رگ‌های خونی در اطراف خود نمی‌باشند و بنابراین از طریق نفوذ غذا از بافت‌های زیرین همبند، تغذیه می‌کنند. بافت‌های پوششی می‌توانند به صورت خوشه‌ای از سلول‌های موجود باشند و به عنوان غدد درون‌ریز و غدد برون‌ریز عمل کنند. غدد درون‌ریز و برون ریز به شدت با رگهای خونی احاطه شده‌اند و از طریق آن تغذیه می‌کنند. در انسان بافت پوششی به عنوان یکی از ۴ بافت پایه به‌شمار می‌آید. ۳ بافت دیگر بافت‌های همبند، عضلانی و عصبی هستند.
مادهٔ بین سلولی این بافت بسیار اندک است. اتصال بین سلول‌های این بافت به دلیل وجود سلول‌های چسبندگی، درهم‌فرورفتگی‌های غشا و اتصالات بین سلولی بسیار قوی است. غشای پایه شبکه‌ای از پروتیین‌های رشته‌ای و پلی ساکاریدهای چسبناک است.

## ساختار اصلی
سلول‌ها در بافت پوششی به شدت به هم فشرده هستند وفضای خالی بسیار کم و کوچکی در میان آن‌ها موجود است. این سلولها صفحه‌ای پیوسته را که در بسیاری از نقاط توسط اتصال‌های محکم و دزموزوم‌ها به هم متصل شده‌اند را تشکیل می‌دهند. بافت پوششی، قسمت بیرونی و درونی پوست را تشکیل می‌دهد.

## غشای پایه
سلول‌های بافت پوششی بر روی غشای پایه قرار گرفته‌اند که سلولی نیست و از شبکه‌های پروتئینی و گلیکوپروتئینی ساخته شده. بافت پوششی توسط شکل سلولهایشان و هم چنین تعداد لایه‌های تشکیل دهنده به گروه‌های مختلف تقسیم می‌شوند. بافت پوششی که تنها ضخامت یک سلول را دارد به عنوان بافت پوششی ساده شناخته می‌شود. اگر دو یا چند سلول ضخامت بافت پوششی را تشکیل دهند به آن بافت پوششی طبقه‌دار گفته می‌شود. گونه‌ای دیگر از بافت پوششی نیز موجود است که به آن بافت شبه طبقه‌دار گویند.

## بافت پوششی ساده
بافت پوششی ساده دارای ضخامت یک سلول است و هر سلول در تماس مستقیم با غشای پایه است. این بافت معمولاً در جایی پیدا می‌شود که نیاز به جذب یا فیلترینگ باشد. ضخامت سد بافت پوششی این پروسه را نظم می‌بخشد.
بافت پوششی ساده به‌طور عمومی بر اساس شکل آن‌ها به گروه‌های مختلف طبقه‌بندی می‌شوند. سه گروه اصلی بافت پوششی ساده عبارتند از:
- سادهٔ سنگفرشی
- سادهٔ مکعبی
- سادهٔ استوانه ای

## بافت پوششی چندلایه
در این نوع از بافت پوششی، بیش از یک ردیف سلول بر روی غشای پایه قرار دارد. بر اساس شکل سطحی‌ترین سلول‌های این بافت به انواع سنگفرشی (مانند دهان و مری)، مکعبی (مانند غده تیروئید) و استوانه‌ای (مانند دیواره روده و معده) تقسیم می‌شوند.

## بافت پوششی شبه چندلایه
به دلیل متفاوت بودن شکل سلول‌های هسته آن‌ها در چند سطح قرار می‌گیرند. مانند مخاط نای که منشوری مطبق کاذب مژه دار است.

## وظایف
وظایف اصلی بافت پوششی عبارت است از:
- پوشاندن و مفروش کردن سطوح مختلف بدن
- جذب مواد (مثلاً در روده‌ها)
- ترشح مواد (در غدد)
- حس
- محافظت
- تبادل گازهای تنفسی (در اتاقک‌های هوایی شش‌ها)

## نگارخانه

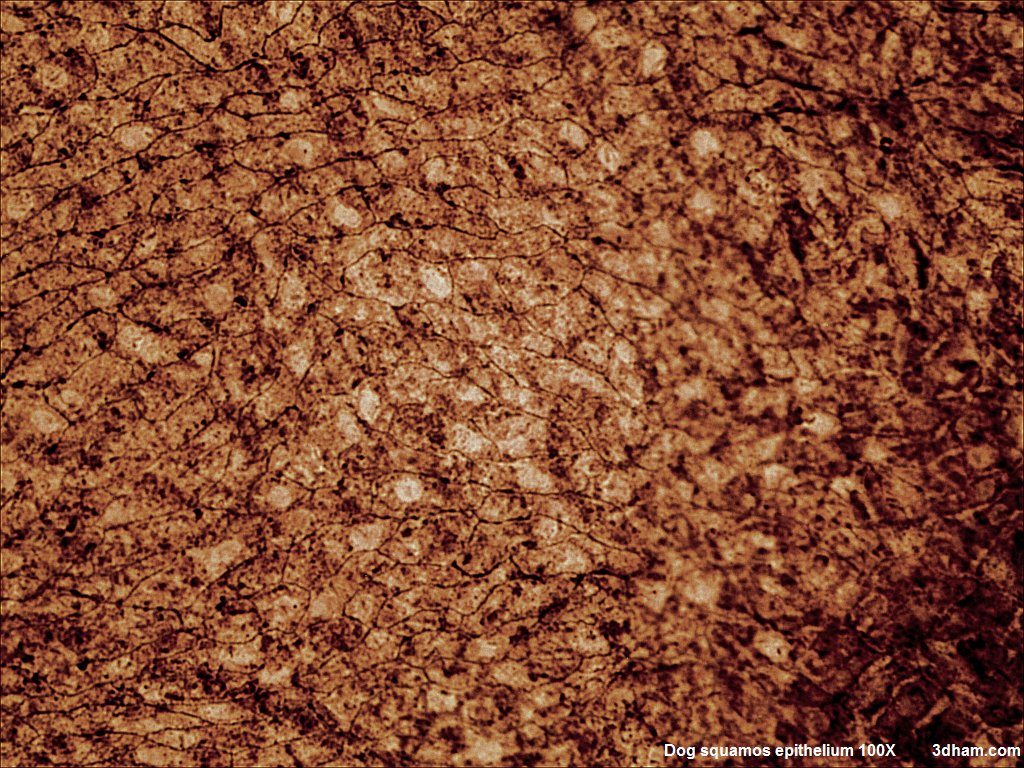
اپیتلیوم سنگفرشی ۱۰۰x
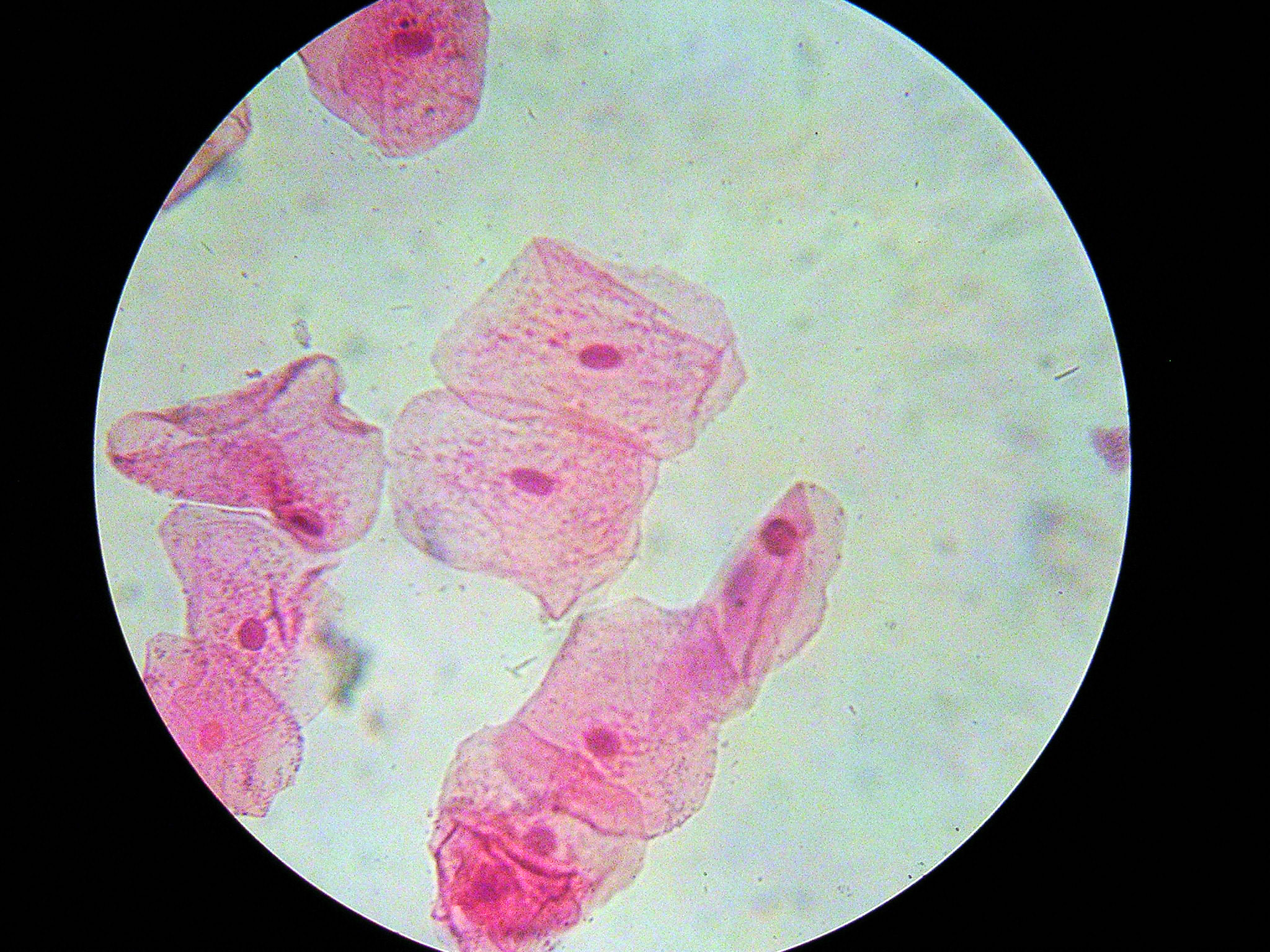
سلول‌های گونه انسان (اپیتلیوم سنگفرشی مطبق غیر کراتینیزه) ۵۰۰x